# Gare de Solana Beach
La  gare de Solana Beach est une gare ferroviaire Américaine de la Pacific Surfliner, située à Solana Beach en Californie. 
C'est une gare sans personnel desservie par Amtrak.

## Histoire
Elle est mise en service en 1994 pour remplacer la gare de Del Mar.

## Service des voyageurs

### Accueil
Gare Amtrak sans personnel, ouverte tous les jours de 6 h à 9 h, qui dispose d'un bâtiment voyageurs avec un automate pour l'achat de titres de transports et des toilettes. Des aménagements sont à la disposition des personnes à la mobilité réduite (toilettes, billetterie, téléphone et ascenseur).
Une passerelle, avec ascenseur, permet la traversée des voies et le passage d'un quai à l'autre.

### Desserte
Solana Beach est desservie par des trains Amtrak circulant sur la ligne Pacific Surfliner entre les gares de San Diego et San Luis Obispo, via Union Station (Los Angeles) .

Elle est desservie également par le Coaster de North County Transit District

### Intermodalité
Un parking pour les véhicules y est aménagé.

## Galerie de photographies

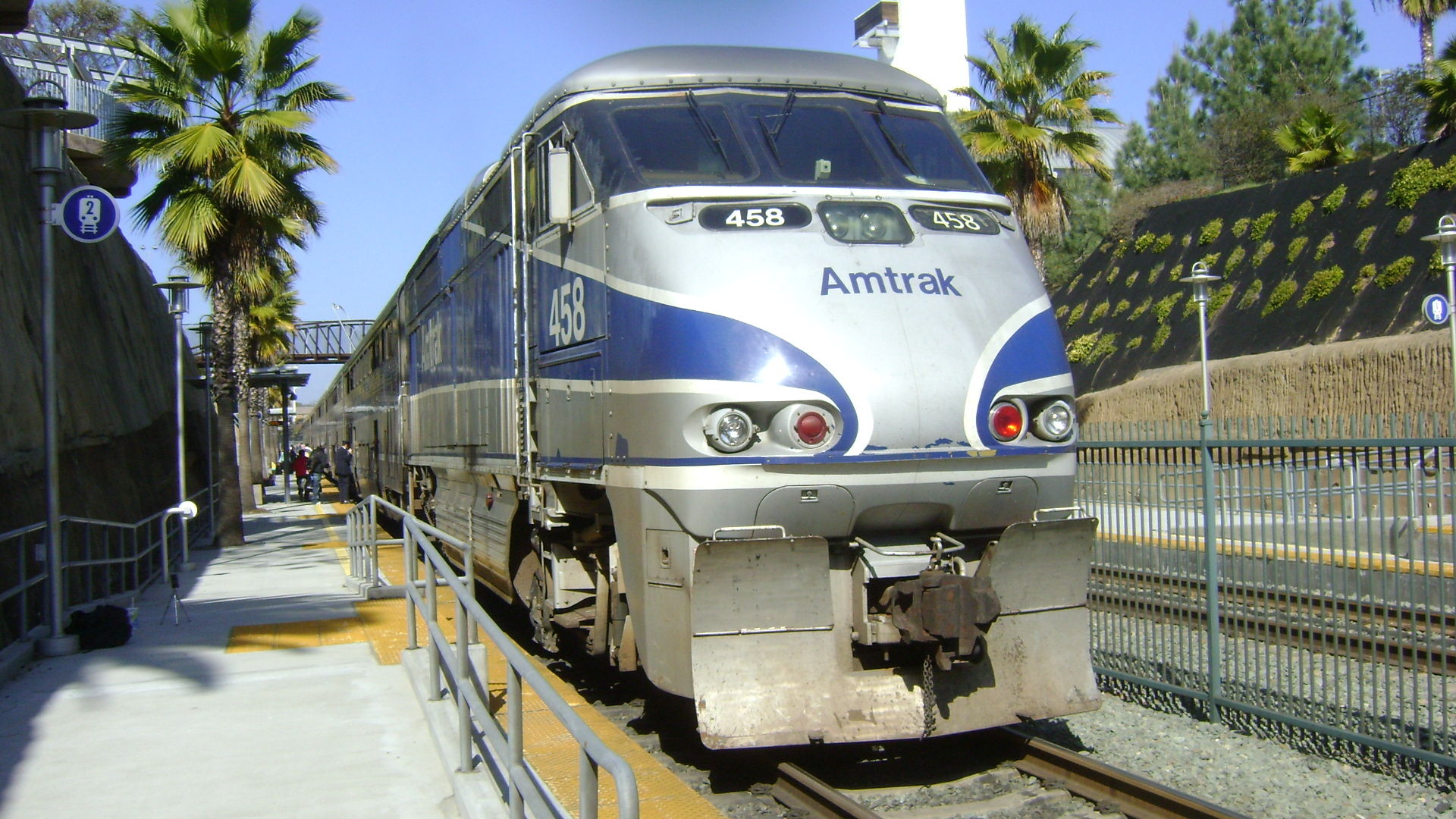
Gare et Amstrak F59PHI 458
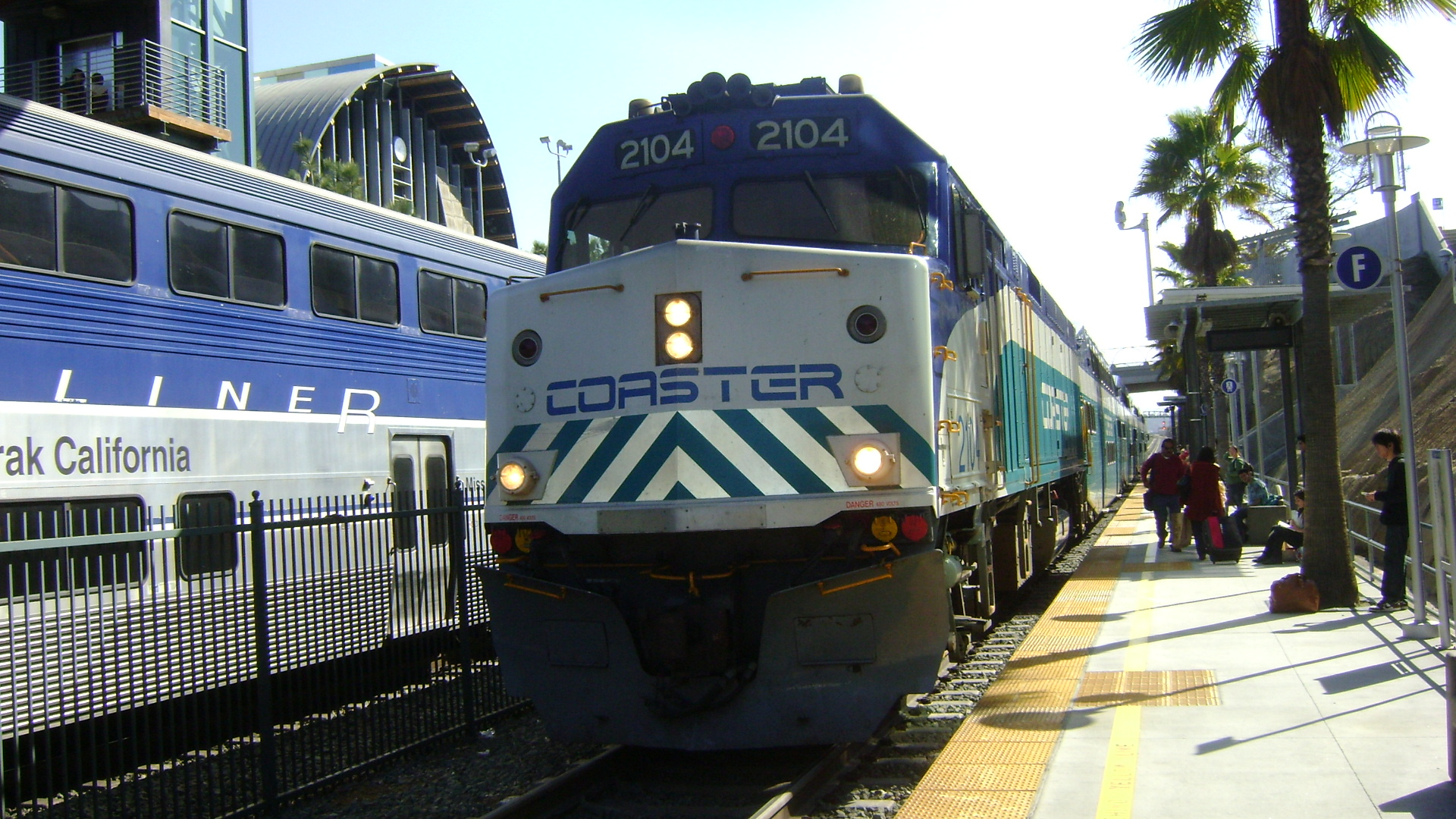
Gare et Coaster F40PHM-2C 2104
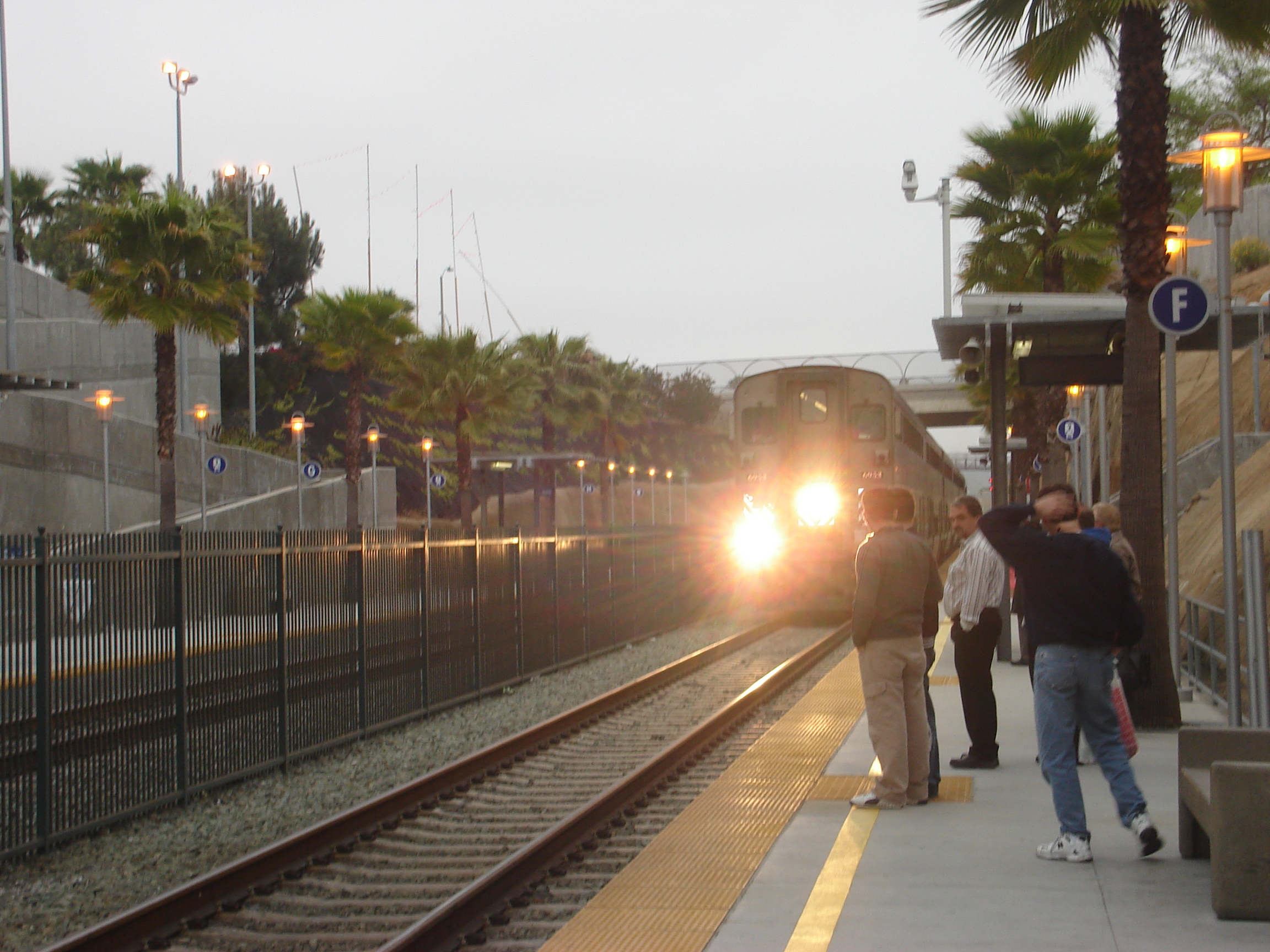
Intérieur gare